# Pleurospermum franchetianum
Pleurospermum franchetianum är en flockblommig växtart som beskrevs av William Botting Hemsley. Pleurospermum franchetianum ingår i släktet piplokor, och familjen flockblommiga växter. Inga underarter finns listade i Catalogue of Life.